# Gymnochthebius minipunctus
Gymnochthebius minipunctus är en skalbaggsart som beskrevs av Perkins 2005. Gymnochthebius minipunctus ingår i släktet Gymnochthebius och familjen vattenbrynsbaggar. Inga underarter finns listade i Catalogue of Life.